# Ümit Davala
Ümit Davala (* 30. července 1973 Mannheim, Západní Německo) je bývalý turecký fotbalista a reprezentant, později fotbalový trenér.

## Přestupy
- - z Diyarbakırspor do Galatasaray za 250 000 eur
  - z Galatasaray do AC Milan za 5 000 000 eur
  - z AC Milan do Inter Milan za 2 000 000 eur
  - z Inter Milan do Galatasaray za 500 000 eur (hostování na 1 rok)
  - z Inter Milan do Werder Bremy za 500 000 eur

## Úspěchy

### Klubové
- - 4× vítěz turecké ligy (1996/97, 1997/98, 1998/99, 1999/00)
  - 1× vítěz německé ligy (2003/04)
  - 2× vítěz tureckého poháru (1999, 2000)
  - 1× vítěz německého poháru (2004)
  - 1× vítěz Poháru UEFA (1999/00)
  - 1× vítěz evropského superpoháru (2000)

### Reprezentace
- - 1× na MS (2002 – bronz)
  - 1× na ME (2000)